# Möhrendorf
Möhrendorf település Németországban, azon belül Bajorországban. Lakosainak száma 4955 fő (2023. december 31.). Möhrendorf Röttenbach, Erlangen, Baiersdorf és Bubenreuth községekkel határos.

## Népesség
A település népessége az elmúlt években az alábbi módon változott:
| Lakosok száma | 2157 | 2843 | 4508 | 4522 | 4717 | 4854 | 4879 | 4866 | 4912 | 4955 |
|               | 1970 | 1975 | 2011 | 2012 | 2014 | 2015 | 2017 | 2019 | 2022 | 2023 |